# Иллораи
Иллора́и (итал. Illorai) — коммуна в Италии, располагается в регионе Сардиния, в провинции Сассари.
Население составляет 1121 человек (2008 г.), плотность населения составляет 20 чел./км². Занимает площадь 57 км². Почтовый индекс — 7010. Телефонный код — 079.
Покровителем коммуны почитается святой Гавин (San Gavino), празднование 25 октября.

## Демография
Динамика населения:

## Администрация коммуны
- Официальный сайт: